# 黃宗霑

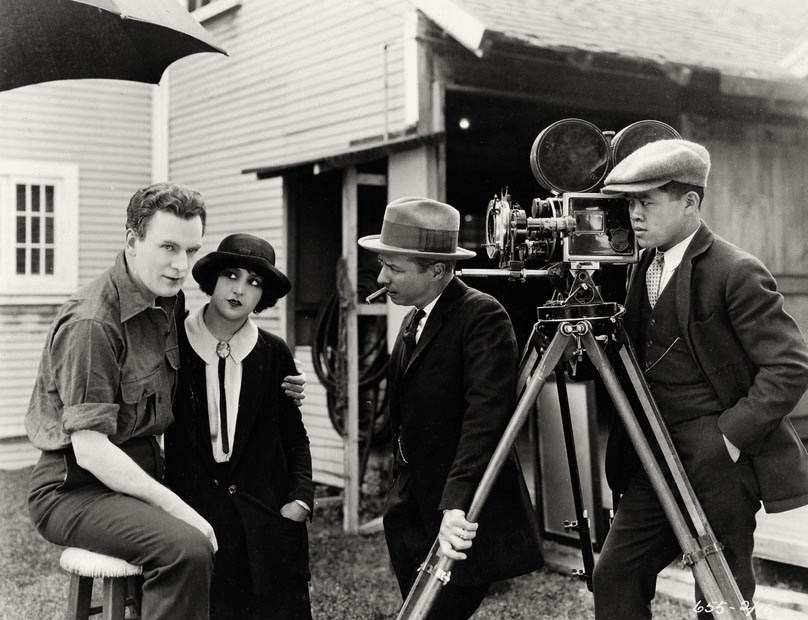
1924年默片阿拉斯加人 (默片)的劇照。最右是黄宗霑。

黄宗霑（1899年8月28日—1976年7月12日）是生于清朝廣東省廣州府新寧縣永安村的美籍华人攝影師。1904年移民美國，曾获得10次奥斯卡金像奖提名，電影《玫瑰梦》(1956)和《赫德》(1964年)两次获得奥斯卡金像奖最佳摄影。他毕生拍摄了130多部电影，被國際電影攝影師協會（International Cinematographers Guild）会员投票评选为电影史上最具影响力的十大电影摄影师之一。1976年因癌症逝于美国加州好莱坞。

## 生平
黄宗霑於1917年起擔任C·B·德米爾的攝影助理，1922年後是「名演員影片公司」的主要攝影師。是第一個使用手提攝影機的攝影師之一。在1947年的《靈與肉》和1951年的《他堅持到底》中，分別使用旱冰鞋和輪椅來輔助拍攝。至于经他研究发明的电影变焦距镜头、多功能的特技摄影机和灯具更是數不勝數。黄宗霑1929年第一次回国探親，在上海時他把一套手提摄影機送给了「明星电影公司」。1948年他第二次回国在北平参與拍攝電影《骆驼祥子》，但因戰乱而半途而废，沒能完成他想在祖國拍一部华语影片的愿望，这成了黄宗霑的终身遗憾。
黄宗霑的堂妹黃柳霜，是最早揚名好萊塢的華裔演員、也是最早在好萊塢星光大道留名的華人。兩人曾在默片《阿拉斯加人》中合作。

## 作品
- 《無敵拳王（英语：Body and Soul (1947 film)）》
- 《他堅持到底》
- 《玫瑰纹身》（The Rose Tattoo）
- 《赫德》（Hud）
- 《一曲相思情未了》（Song Without End）

## 获奖记录
- 1956年，《玫瑰梦》（The Rose Tattoo）获第28届奥斯卡金像奖最佳黑白片摄影奖
- 1964年，《赫德》（Hud）获第36届奥斯卡金像奖最佳黑白片摄影奖